# 戦国霊異伝
戦国霊異伝（せんごくりょういでん）は有限会社キラメキが製作した戦国伝奇テーブルトークRPG(TRPG)。1993年にキラメキからA4書籍版にて発売された。また、2005年にはブッキングから復刻版が発売された。
この項目ではスピンオフ作品である『幕末霊異伝 MI・BU・RO』についても併せて解説する。

## 概要
戦国時代の日本に似た和風ファンタジー世界「扶桑（ふそう）」を舞台にした、退魔物TRPG。プレイヤーキャラクターたちは妖怪や魔物を退治するプロフェッショナルとして扶桑全土を行脚し、巷に蔓延る魑魅魍魎を調伏していくのがゲームの目的となっている。
発売元はインディーズのTRPGメーカーであるキラメキ。この時期に発売されたインディーズのゲームの中では存在感が強く、2005年に復刊ドットコムでのファンの要望により復刻版が発売された（発売元はブッキング社）。
ゲームデザインは天迺昴、井高正吾、高村みづきなどによって行われた。

## システム

### キャラクターメイキング
プレイヤーキャラクターの作成はクラス制に属する。「分限」といわれるキャラクタークラスを一つ選択することでキャラクターは作成される。分限は武芸者、忍者、密教僧、陰陽師、巫女の5種類が用意されている
また、出自や経歴などが非常に詳細なルールで決定されるのも特徴的な点になっている。

### 行為判定
行為判定は下方判定に属するが、手順は少々複雑なものになっている。
1. 判定に使用される「能力値」から、GMは決定した「行為判定の難易度数値」を引いて、一つの数値を求める。この数値を「判定値」と呼ぶ。
2. 次にPCは六面体サイコロ三つを振り、出目を合計する。
3. ルールブックに用意されている行為判定表に判定値と出目を当てはめる。それによって、行為判定の結果が導き出される。
4. 判定結果はただ成否がわかるだけでなく「成功段階」という形でどれくらい成功／失敗したかがわかるようになっている。成功段階には成功・効果的成功・成功・半成功・失敗・大失敗の6段階がある。成功段階はサイコロの出目が低ければ低いほど良くなるようになっている。

## 幕末霊異伝 MI・BU・RO
幕末霊異伝 MI・BU・RO （ばくまつりょういでんみぶろ）はTEAS事務所が製作した幕末伝奇テーブルトークRPG(TRPG)。2008年にブッキングよりA4判書籍の形式にて発売された。扶桑世界の幕末にあたる時代を舞台にしている。テーマは『戦国霊異伝』と同じく退魔物であり、ルール体系も『戦国霊異伝』とほぼ共通している。
この時代では扶桑とタイを除く全ての国家が妖怪や魔物に支配されてしまっており人間は奴隷と化している。扶桑も朝廷が天皇を魑魅魍魎に人質にされ、乗っ取られている状態であり、武士階級が作り出した「幕府」が人間の砦として魑魅魍魎に対抗する為に存在している。幕末と呼ばれるこの時代では、魑魅魍魎の傀儡と化した諸外国が日本を狙っており、人間社会を守るために攘夷の旗の下、新撰組が魔物退治を行っている。プレイヤーキャラクターは新撰組の隊士となる。
『戦国霊異伝』にない独自ルールとして、ヒーローポイントの一種である「壬・生・狼ゲージ」がある。キャラクターに見合ったロールプレイを行ったり、死を目前にした状況に立つと、「壬・生・狼ゲージ」が上昇していく。そして、このゲージを消費することでキャラクターは奥義や必殺技を放つことができる。

## 製品一覧
- 戦国霊異伝　（1993年/有限会社キラメキ/A4書籍版）
- 戦国霊異伝 本格伝奇ロールプレイング・ゲーム　（2005年/ブッキング/A4書籍版）
  - 1993年版の復刻版。内容やレイアウトについても一切の変化がない完全復刻版。ISBN 4-8354-4193-1
- 幕末霊異伝 MI・BU・RO　（2008年/ブッキング/A4書籍版）　ISBN 978-4835443676